# 伝単

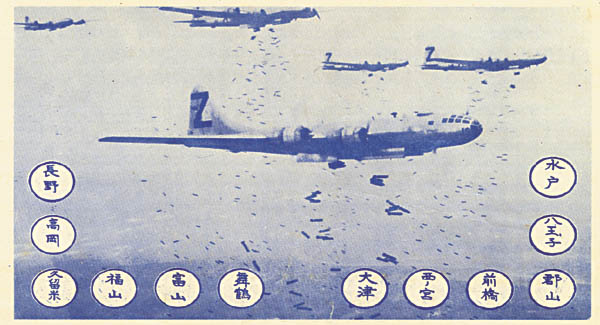
太平洋戦争末期の1945年7月に米軍が撒いた伝単。
_{8月1日夜に爆撃する都市を列挙しているものの、高岡については長岡の誤記の可能性が高い。}

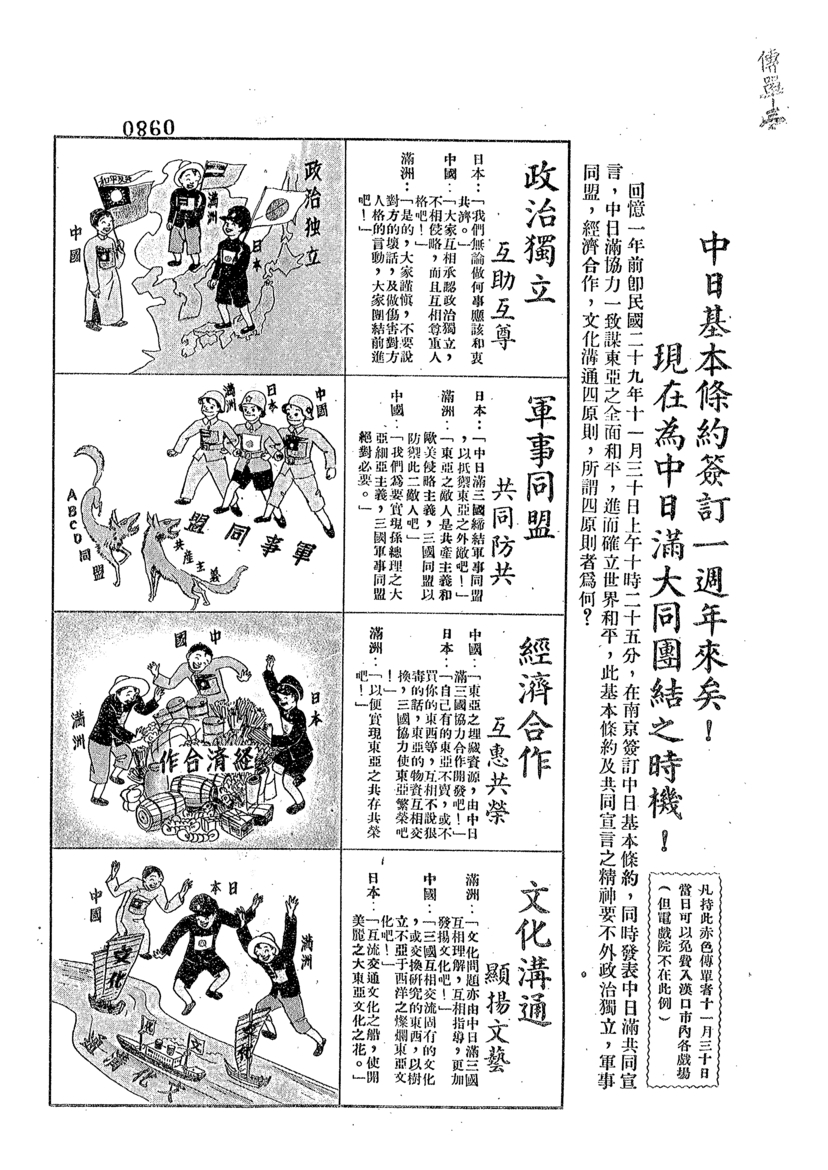
日本軍による日華基本条約一周年の伝単。基本国策要綱で規定された東亜新秩序建設の国是を宣伝している。

伝単（でんたん）とは、戦時において敵国の民間人、兵士の戦意喪失を目的として配布する宣伝謀略用の印刷物（ビラ）。その語源は物事を伝える紙片という意味の中国語である。

## 概要
西洋では古くから用いられた戦略的な宣伝手段で、フランスでの市民蜂起「パリ・コミューン」においてフランス政府が上空より気球で撒いたものが最初といわれている。
日本では西南戦争で官軍により、「官軍に降参する者はころさず」と書かれた伝単が作成された。
第一次世界大戦に飛行機が登場すると更に大量配布が可能となり、相当の効果があるとされ軍事的に重用な宣伝謀略の手段とされた。
第二次世界大戦では、各国とも数千万枚とも数億枚ともいわれる伝単を印刷し、飛行機を用いて広域に散布している。日本軍も上海入りした1937年頃から効率的に散布できるこの方法を採用し、展開を試みた。中国戦線では中国兵向け、南方戦線のインドシナではイギリス軍兵士、オーストラリア軍兵士向けの伝単を散布した。また、中国兵士向けには、投降を促すために、同志票(日本軍司令部名義)、軍隊歸來證(南京国民政府軍事委員会名義)、和平建國參加證(日本軍司令部および華北軍政委員会の連名)などを撒いていた。日本軍の初期の伝単は、活字と写真だけで構成されたが効果は芳しくなく、窮余の策でマンガ入りの伝単を中国戦線向けに制作した。このマンガ入りの伝単はイラストが目をひき、中国の一般民衆に読まれた。以降、日本軍の参謀本部の下で伝単づくりは組織的に行われた。伝単の製作に関わった関わった漫画家には、松下井知夫や那須良輔らがいる。
アメリカ側は、ハワイからは日本将兵に戦局と世界情勢を知らすための『マリヤナ時報』が日系移民や捕虜によって制作されたが、文章がおかしく、内容の選択にも的外れが多かったとされる。フィリピン島派遣軍からは、新聞の紙面製作経験がある捕虜によるとされる『落下傘ニュース』が制作された。
1938年5月19日の夜間、日本本土に対する初めての空襲が行われた際、中華民国空軍のB-10爆撃機2機は熊本県から宮崎県を往復する形で、日本による侵略行為を非難する宣伝ビラを投下した。
1940年8月から日本軍の宣伝ビラ製作は陸軍参謀本部第八課に統合されるが、それ以前は現地で制作されていた。武漢攻略以降に製作された中国語の宣伝ビラは、日本軍の報告書から1939年4月から1941年11月までに合計314種類制作されている。期間と内容によって3分類され、1939年4－6月までは説得（文字24種、写真・絵画ビラ28種）、1939年8－10月までは視覚表現が強化され（文字ビラ46種、写真・絵画ビラ44種、新聞ビラ『民衆時報』14種）、1939年11月‐1941年11月までは新聞のような情報の充実化（確認できているものだけで、文字ビラ66種、写真・絵画ビラ51種、新聞ビラ『民衆時報』41種）が散布された。
日本上空の制空権を握ったアメリカ軍は、連日B-25爆撃機等で、空襲の目標となる都市に大量の「空襲予告」の宣伝ビラを散布した。これを拾った者は憲兵や警察へ届けることになっていたが、確実な予告ビラであることからリアリティに富み、日本の民衆心理に効果をあげた。また南方戦線では抵抗を続ける日本兵向けに、「将校は兵士を見捨てて撤退した」など士気を低下させる内容や、投降を促す「投降票」「安全通行証」「生命を助けるビラ」が撒かれている。ビラの文章には誤解や誤記が見つかっている。
他にも、一般市民の目に付きやすく手に取られやすいようにするため紙幣に似せたものもあり、日本で使用されたものは当時流通量が多かった十円紙幣(丙拾圓券)の図柄が用いられた。
アメリカが日本を対象とした日本語で書かれたビラは約2000種類、1億枚ほど作成されたと推定される。
ドイツ国防軍には、宣伝ビラの散布を目的とした7.3cm宣伝ロケット発射器が存在し、少数が宣伝部隊に配備された。榴弾から発射する散布用の弾Weiss-Rot Geschossがある。
イギリス軍はフランス国にポール・エリュアールの「自由」を印刷した紙を散布、フランス国民そしてレジスタンスの士気を鼓舞した。

## ギャラリー

### 第二次大戦

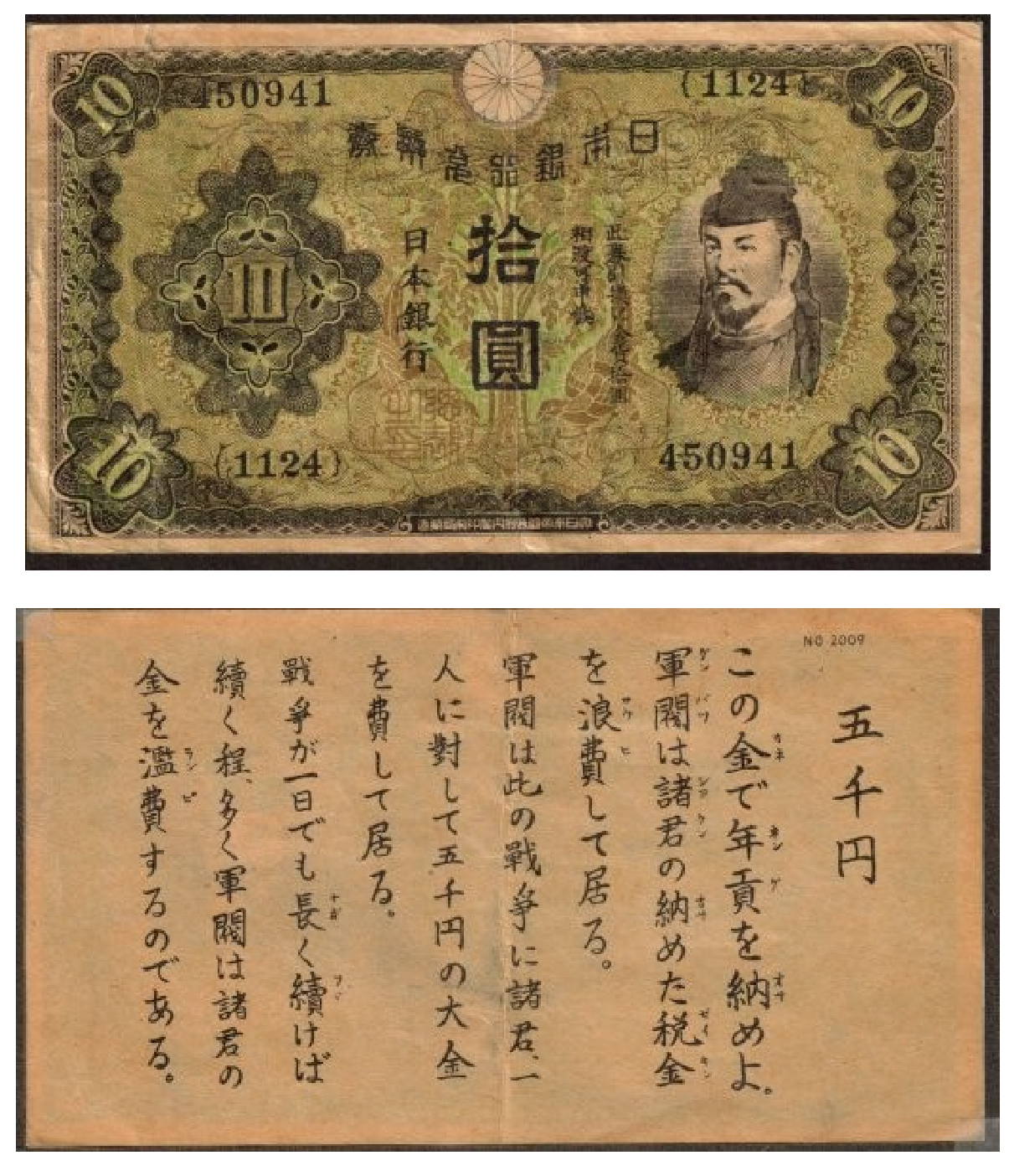
第二次大戦中にアメリカが日本に投下した伝単。十円紙幣を模して国民の金が戦争に浪費されている事を伝えている。
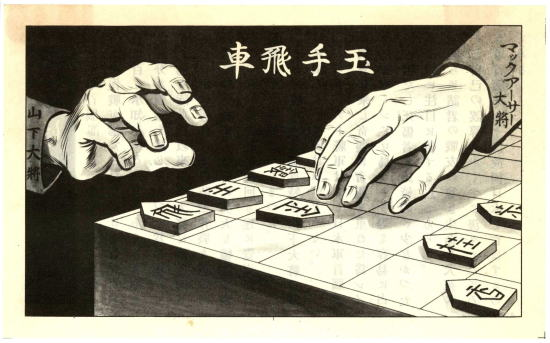
第二次大戦中にアメリカが日本軍に投下した伝単。将棋を指すマッカーサー大将と山下大将を描いたもの。「王手飛車」と書かれているが誤り。
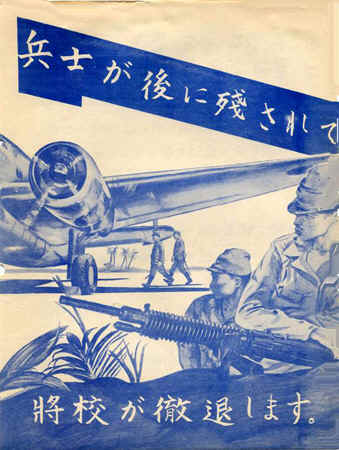
第二次大戦中にアメリカが日本軍に投下した伝単。将校が兵士を置き去りにして撤退するという士気を低下させる内容。
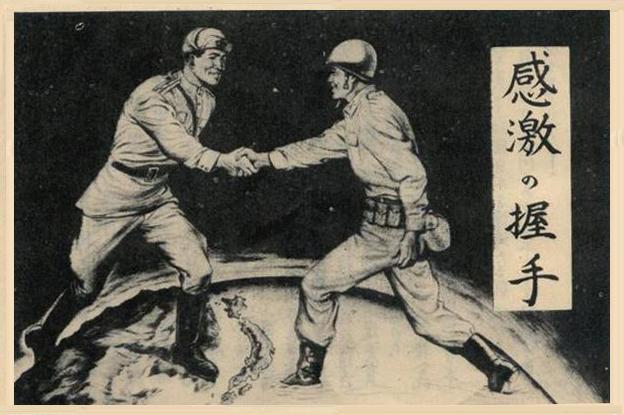
第二次大戦中にアメリカが日本にが投下した伝単。日本を挟んでアメリカとソ連が握手している。
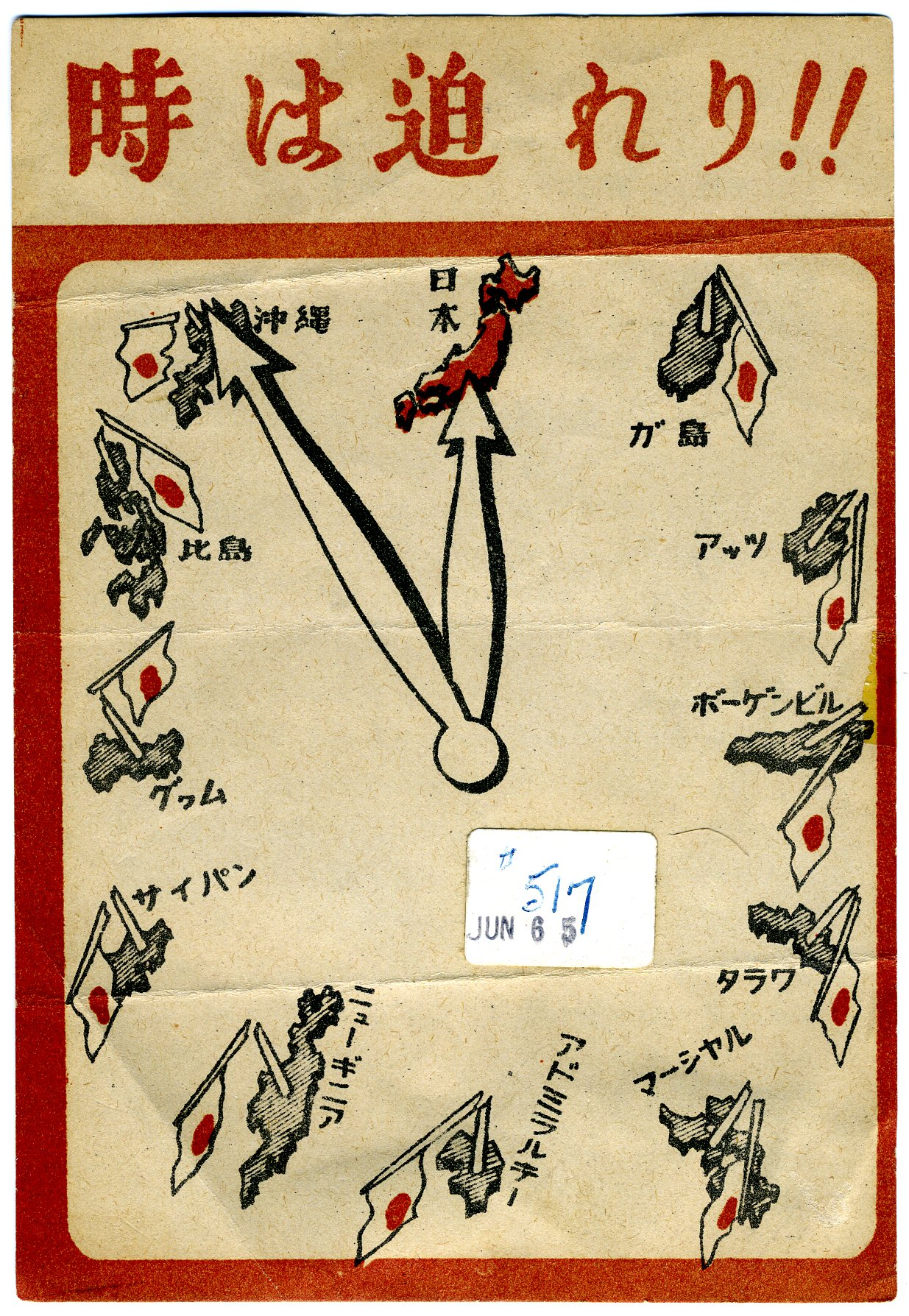
第二次大戦中にアメリカが日本に撒いた伝単。太平洋の島々が攻略され本土に危機が迫っていることを時計の文字盤として表している。
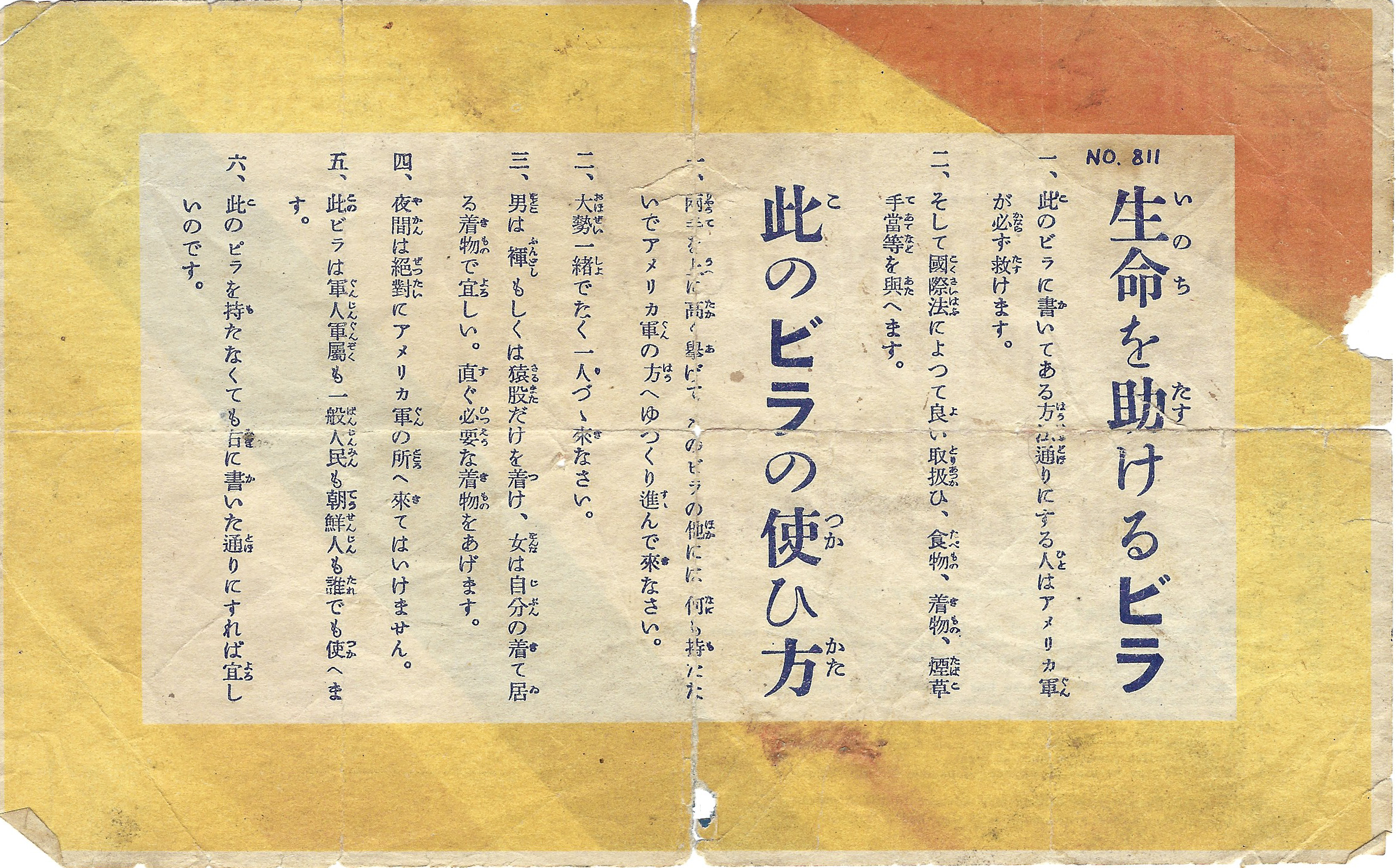
第二次大戦中にアメリカが南方の日本軍に投下した「生命を助けるビラ」。投降の仕方が書かれている。

### 朝鮮戦争以降

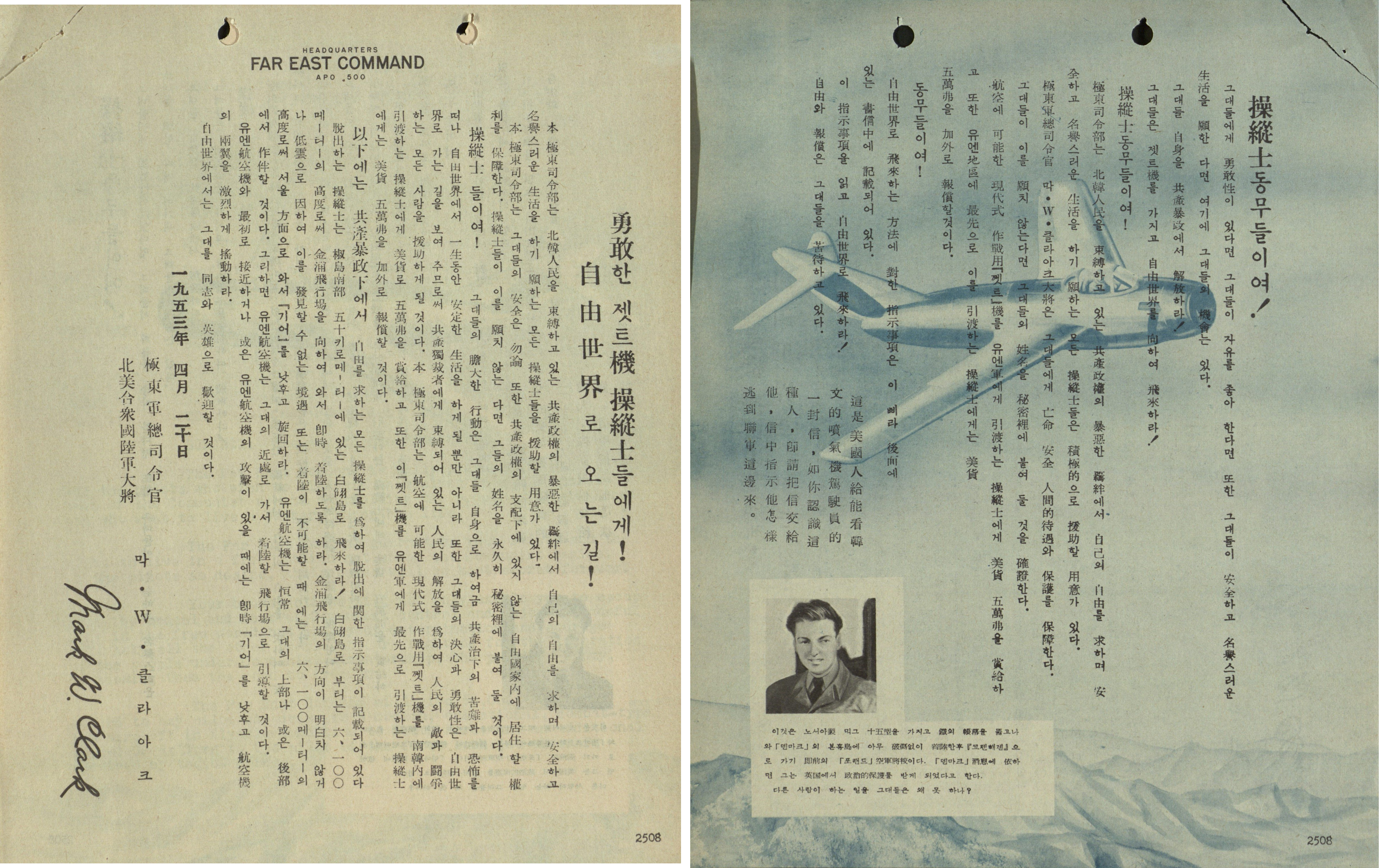
朝鮮戦争で連合軍側にMiG-15を提供したパイロットへ褒章を与えることを伝えるムーラー作戦（英語版）の伝単。
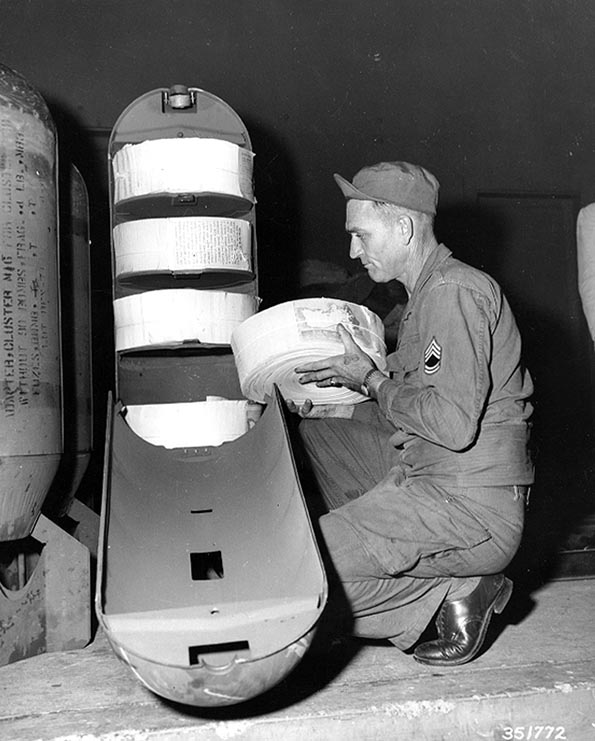
朝鮮戦争でビラを散布するためのM16M1クラスターアダプター。
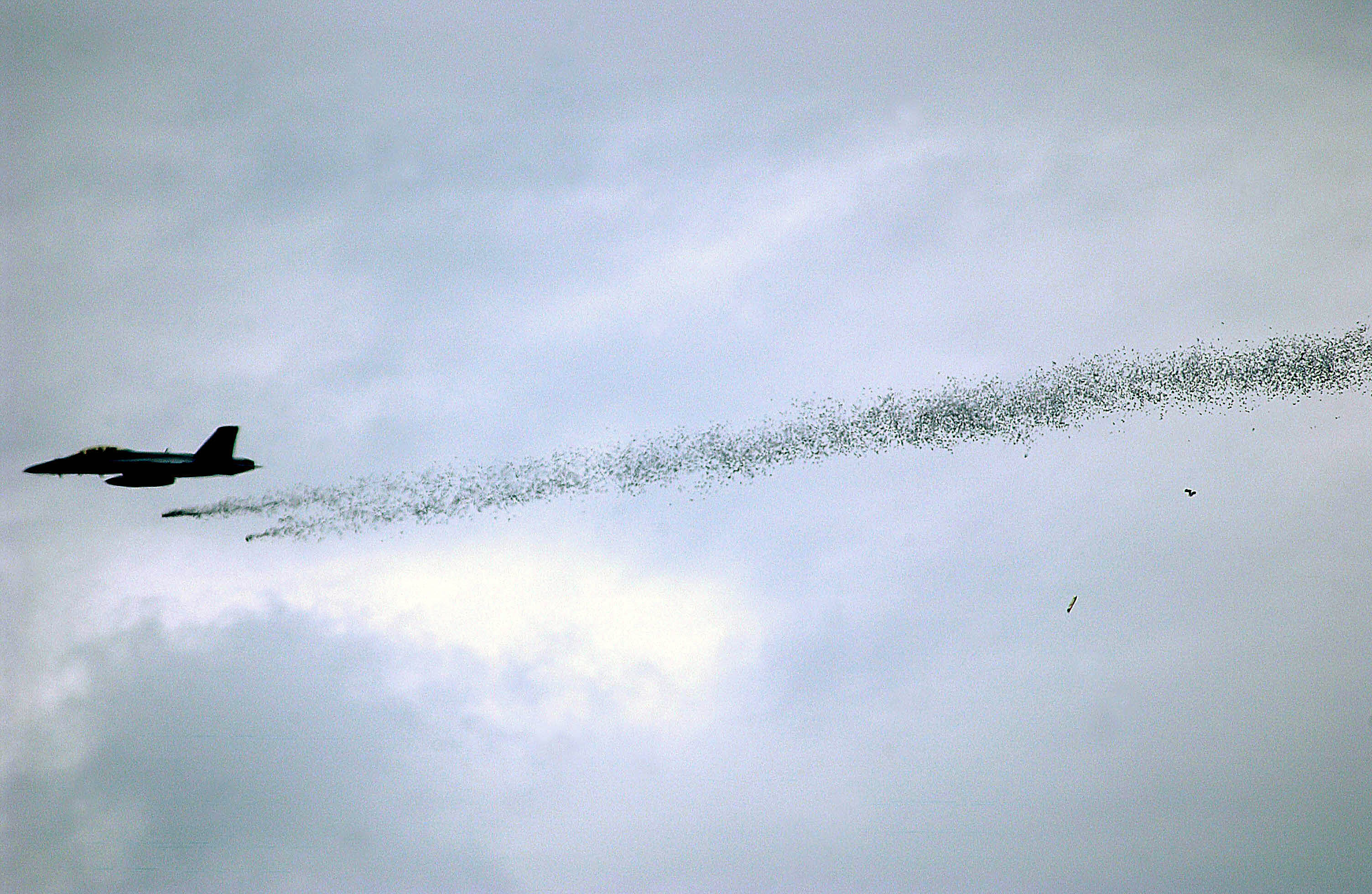
艦上戦闘攻撃機F/A-18が2005年の訓練でビラを散布する様子。
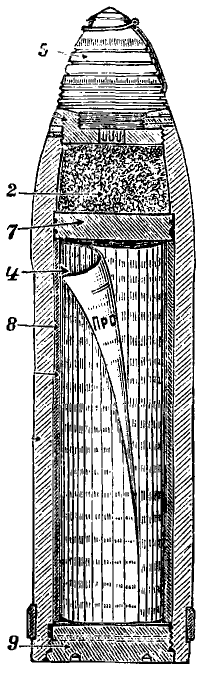
ソビエト連邦で作られた百科事典『Техническая энциклопедия（ロシア語版）』に描かれたビラを散布する榴弾発射装置の解説図。
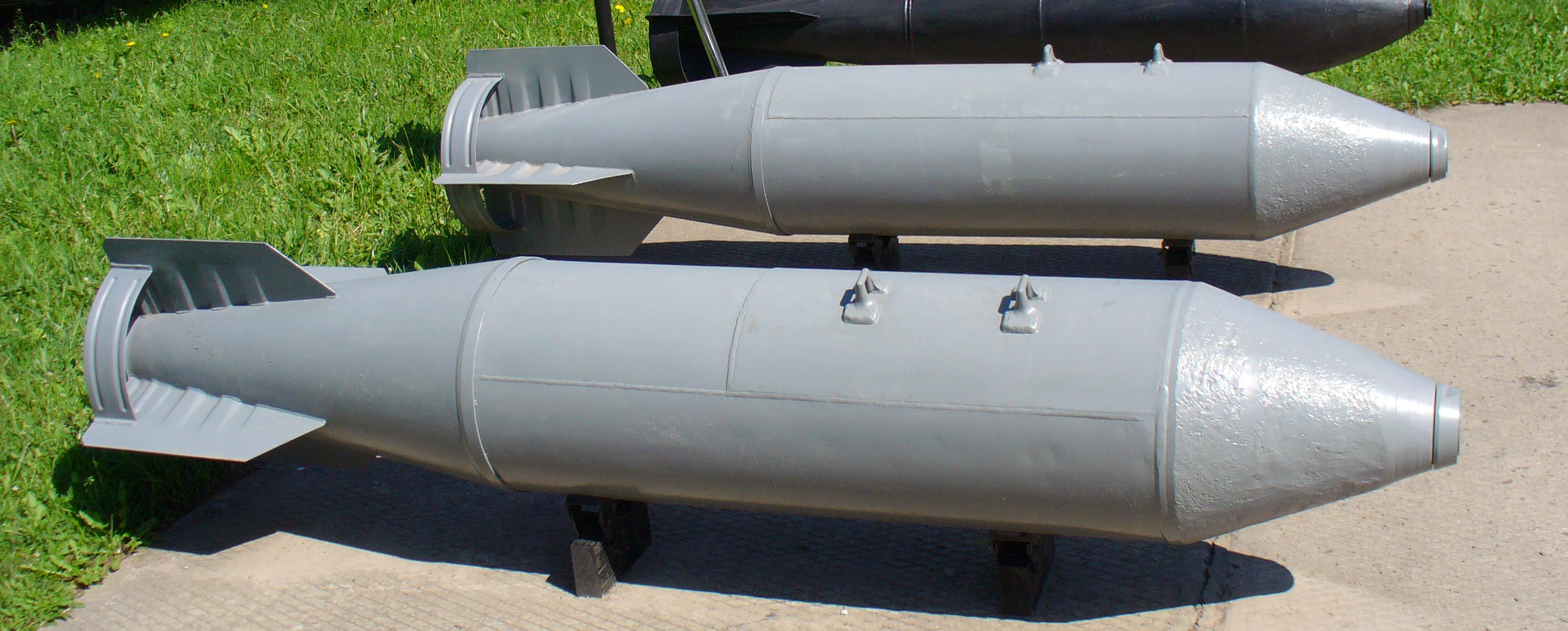
ロシアがチェチェン戦争などで使用した航空機から散布するための装置АгитАБ-500-300（ロシア語版）